# Ramallah

Manarah Square nach dem Umbau 2008

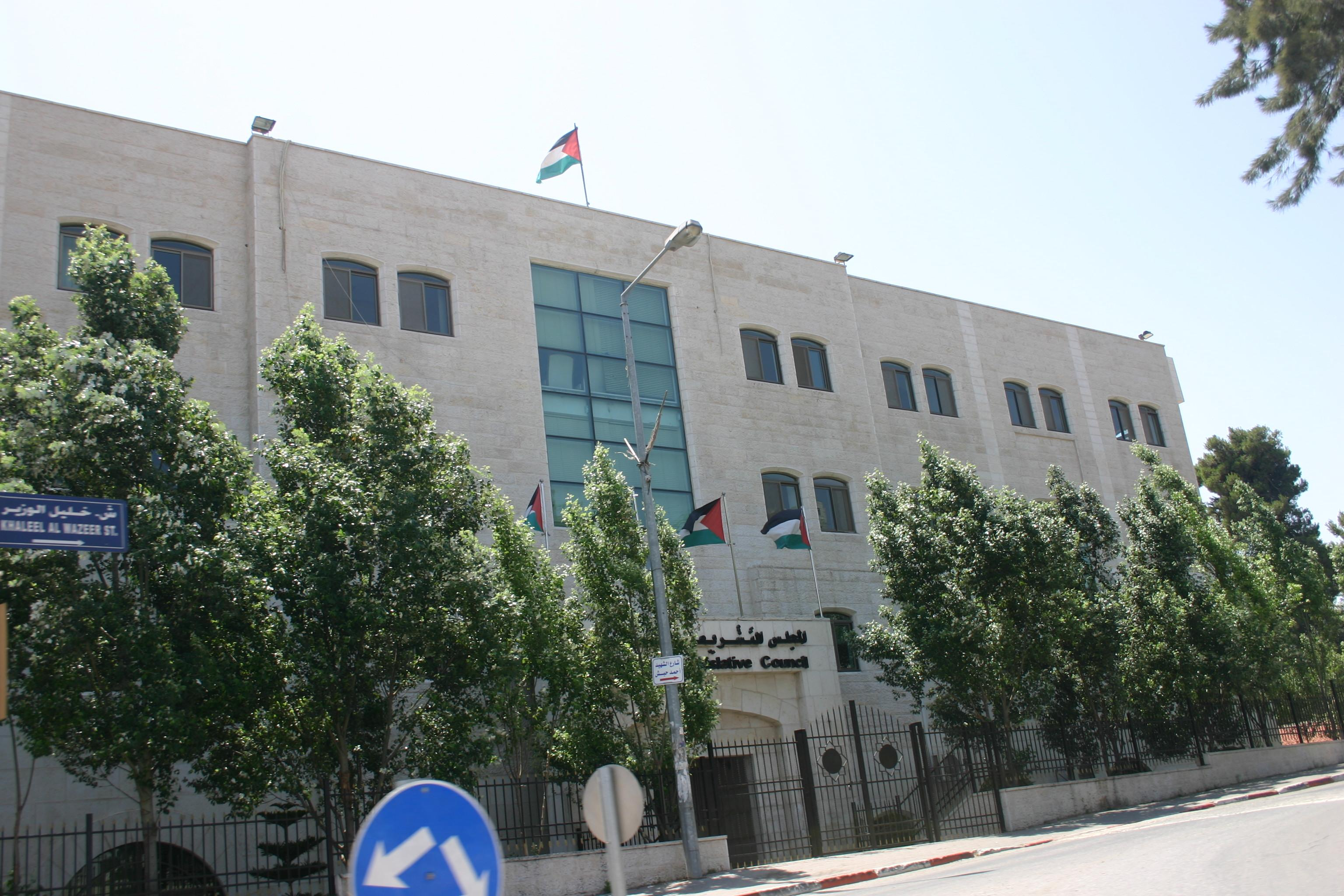
Das neue Parlamentsgebäude

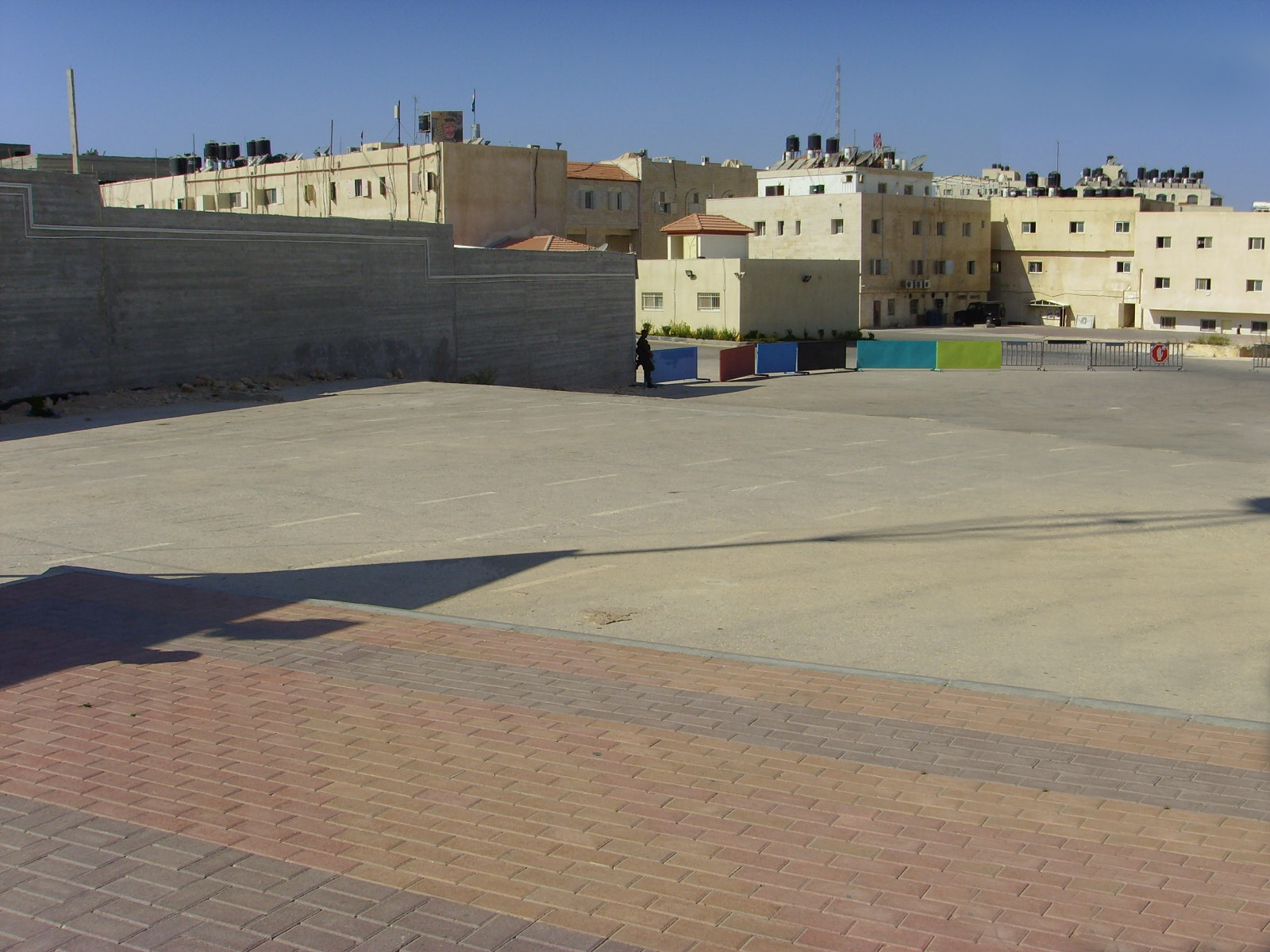
Die Muqataa, der Amtssitz des palästinensischen Präsidenten

Ramallah (arabisch رام الله, DMG Rām Allāh) ist eine Stadt in den Palästinensischen Autonomiegebieten im Westjordanland. In der Stadt befinden sich Teile der Regierung – neben Gaza-Stadt –, das Gebäude des Palästinensischen Legislativrates, Teile der Exekutive sowie Büros der palästinensischen West Bank Security Forces.

## Name
Der Name Ramallah setzt sich aus den zwei Wörtern Ram (oder Rama) und Allah zusammen. Ram bedeutet im Arabischen ein hoher Ort, Allah ist das arabische Wort für Gott. Eine freie Übersetzung würde Gotteshügel ergeben.

## Geschichte
Im Neuen Testament wird in Lk 2,45  von der jährlichen Pilgerfahrt nach Jerusalem berichtet. Auf dem Rückweg sei Maria und Josef aufgefallen, dass der zwölfjährige Jesus nicht bei ihnen war, woraufhin sie nach Jerusalem zurückkehrten, wo sie ihn im Tempel wiederfanden. Dieses Ereignis wird der Überlieferung nach in Ramallah lokalisiert.
Im 12. Jahrhundert wurde durch französische Kreuzfahrer eine Festung errichtet. Teile der Festung at-Tireh sind in der Altstadt noch erhalten. 1550 gründeten Rashed Haddadeen und seine Familie die Stadt Ramallah an der Festung. Die Bevölkerung wuchs laut der Forschung des Historikers Amnon Cohen in osmanischen Registern von rund 2100 im Steuerjahr 1525/1526 auf 3800 um 1548/1549. Die Zahl hielt sich in den folgenden Jahrzehnten stabil, fiel jedoch um 1596/1597 auf noch 1800. Istanbul beauftragte Ahmad Murad Haken mit der örtlichen Rechtsprechung.
1930 wurde die Straße nach Jaffa fertiggestellt. Ramallah war Sendeort des ersten von den Briten eingerichteten Radiosenders Palestine Broadcasting Service. Am 12. Oktober 1938 wurde der Politiker Hassan Sidqi al-Dajani in Ramallah von einem von Mohammed Amin al-Husseini beauftragten Täter ermordet.
Im Laufe des Palästinakrieg 1948 übernahm Jordanien die Kontrolle über Ramallah. Danach war der Ort wegen seiner Höhenlage als Sommerfrische beliebt. Während des Sechstagekrieges 1967 wurde die Stadt von der israelischen Armee und Armeeverwaltung besetzt. Die Kämpfe ereigneten sich zwischen ihnen und der jordanischen Armee, da die Zivilbevölkerung nach jahrelanger Beschlagnahmung privater Waffen durch die jordanische Verwaltung unbewaffnet war. Es gab einige Schäden an der Telefon- und Energieinfrastruktur, die sonstigen materiellen Schäden waren laut dem lokalen Menschenrechtsanwalt Raja Shehadeh „minimal“. Die Israelis richteten ihr Hauptquartier im Grand Hotel von Ramallah ein. Der gewählte Bürgermeister Nadeem Zarou wurde nach Jordanien abgeschoben und durch einen politisch gefügigen Nachfolger ersetzt.
1994 wurde Ramallah im Rahmen des Oslo-Friedensprozesses an die palästinensische Selbstverwaltung übergeben. Nadeem Zarou konnte in die Stadt zurückkehren. Obwohl offiziell die Hauptstadt Palästinas mit Jerusalem angegeben wird, ist tatsächlich Ramallah das politische, wirtschaftliche und kulturelle Zentrum der palästinensischen Autonomiegebiete. Mit der Autonomie 1994 bekam die Stadt (neben Gaza) ein Parlamentsgebäude und wurde Sitz mehrerer Ministerien. In der Folge wurden die Büros der ausländischen Vertretungen eröffnet. Die deutsche Vertretung übersiedelte kurze Zeit später von Jericho nach Ramallah (neben das Rathaus).
Am 12. Oktober 2000, zu Beginn der Zweiten Intifada, wurden im Lynchmord von Ramallah die beiden israelischen Reservisten Vadim Norzitsch (Nurzhitz) und Yossi Avrahami durch einen palästinensischen Mob in einer Polizeistation von Ramallah ermordet. Die Leichen wurden aus dem Fenster geworfen und in einem Triumphzug durch die Straßen von Ramallah geschleift. Dies wurde von einem italienischen Fernsehteam gefilmt und sorgte international für Entsetzen. Die israelische Luftwaffe beschoss darauf Ramallah und Gaza mit Kampfflugzeugen.
2002 kam es zu einem erneuten Einmarsch israelischer Einheiten mit großen Schäden. Nach seinem Tod in einem Pariser Krankenhaus wurde Jassir Arafat am 12. November 2004 im Innenhof der Muqataa beigesetzt, die eigentlich in Al-Bireh liegt. Nach den Gemeinderatswahlen im Dezember 2005 wurde die Christin Janet Michael zur Bürgermeisterin gewählt, die erste Frau auf diesem Posten. Im Sommer 2008 beging die Stadt mit zahlreichen Veranstaltungen das 100-Jahr-Jubiläum der Stadtverwaltung. In der Folge wurden die Straßen des Zentrums renoviert und die Metallsäule um den Löwenbrunnen am Manarah Square entfernt. 2011 wurde der Kreisverkehr des historischen Uhrenplatzes, der nun Arafat-Platz heißt, in einen Platz umgebaut. Der wirtschaftliche Aufschwung brachte internationales Flair in die Stadt und ist auch an der Errichtung neuer Hotels zu sehen. So wurde im November 2010 das Luxushotel Mövenpick, dessen Bau wegen der Zweiten Intifada unterbrochen worden war, eröffnet. Daneben gibt es viele neue Geschäfts- und Bürobauten, darunter etliche Hochhäuser. Seit 2012 gibt es ein modernes Geoinformationssystem, das im Internet abgerufen werden kann. Dafür haben zuvor alle Straßen einen Namen erhalten.
In den letzten Jahren entstanden architektonisch bemerkenswerte Gebäude wie der Palestine Trade Tower, das Gebäude des Roten Halbmondes oder das „Salta3 Burger“, ein Nachbau der „Krossen Krabbe“ aus SpongeBob Schwammkopf, das aber nach wenigen Monaten wieder geschlossen wurde und jetzt ein Café ist.

## Geographie

Ramallah im Westjordanland

Die Stadt liegt auf 850 m Höhe in den Hügeln Zentralpalästinas, 15 Kilometer nordwestlich von Jerusalem. Seit dem Bau der Mauer ist die Stadt von Süden nur über die Grenzstelle Qalandia erreichbar, die einstige Hauptstraße Jerusalem-Nablus 60 wurde in den Osten verlegt. Die Zufahrt über Ofer bei Baituniya dient nur noch dem Warenverkehr.
Inzwischen ist Ramallah mit der gleich daneben entstandenen muslimischen Stadt Al-Bireh im Nordosten zusammengewachsen. Das neue Stadtzentrum, der Manarah Square (Leuchtturmplatz), liegt genau auf der Grenze. Im Südwesten kam es zum Zusammenwachsen des Industriegebietes mit der Stadt Baituniya. Im Süden liegt das große Flüchtlingslager Al-Amari. Östlich von Ramallah/Al-Bireh befindet sich die jüdische Siedlung Psagot.

## Bevölkerung und Religionen

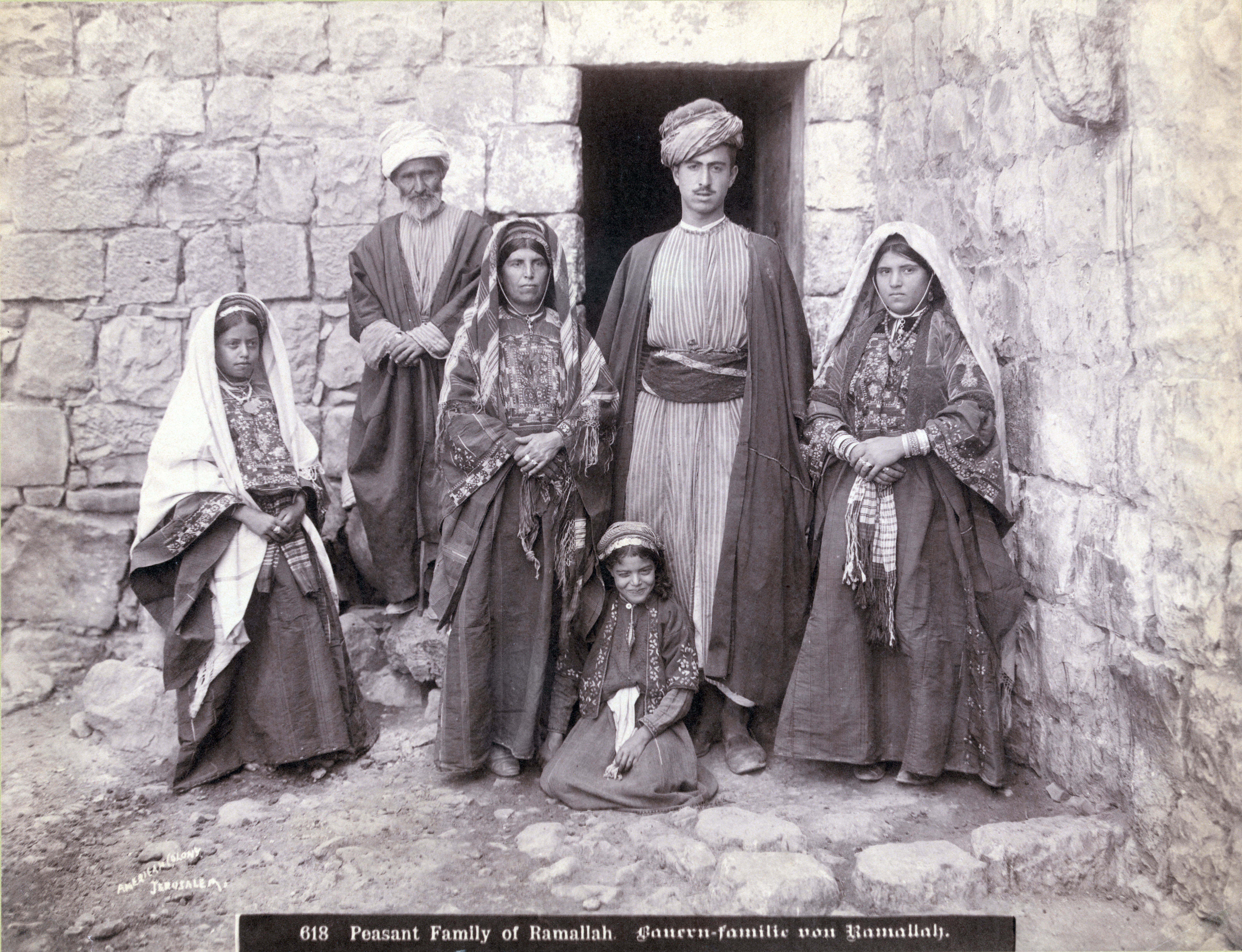
Familie in Ramallah um 1900

Ramallah war ursprünglich ein fast ausschließlich von arabischen Christen bewohnter Ort. 1869 gründeten die Quäker in Ramallah die Knabenschule „Friends Boy School“, die später beispielsweise Raja Shehadeh besuchte, und später eine Mädchenschule. Das historische Versammlungshaus der Quäker steht noch im Zentrum – umgeben von hohen Geschäftshäusern. 1904 waren laut einer Zählung des griechisch-orthodoxen Patriarchats von Jerusalem 4500 der in der Stadt lebenden Christen griechisch-orthodox. Die römisch-katholische Pfarrkirche der Franziskaner (OFM) ist der Heiligen Familie geweiht. 1961 legte die Evangelisch-Lutherische Kirche in Jordanien (ELCJ) den Grundstein für eine evangelische Kirche.
Erst im Zuge der Ansiedlung von vielen muslimischen Flüchtlingen nach dem Entstehen Israels änderten sich die Mehrheitsverhältnisse. Dadurch hat die Stadt eine muslimische Bevölkerungsmehrheit. Die arabischen Christen bilden jedoch eine zahlenmäßig starke Minderheit.

## Kultur

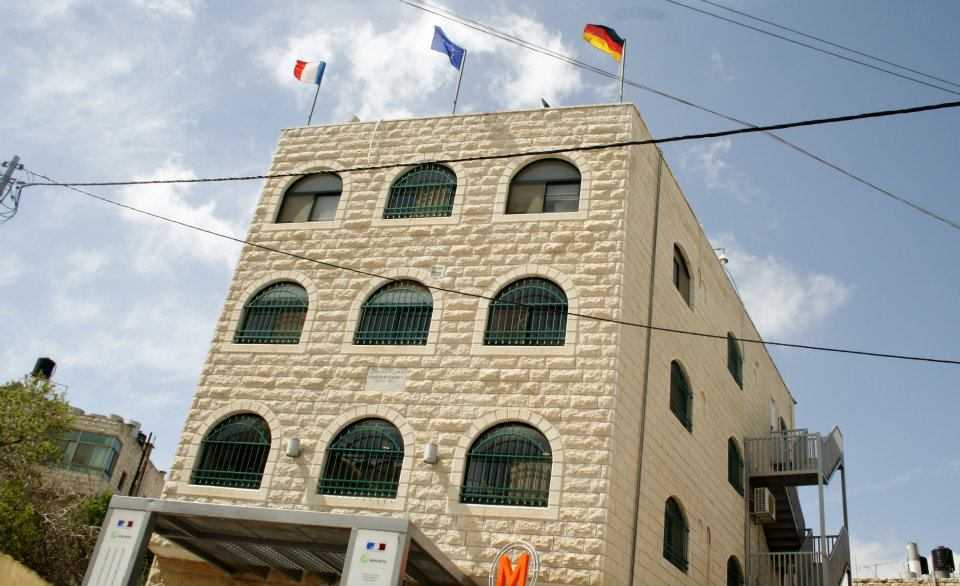
Deutsch-Französisches Kulturzentrum Ramallah

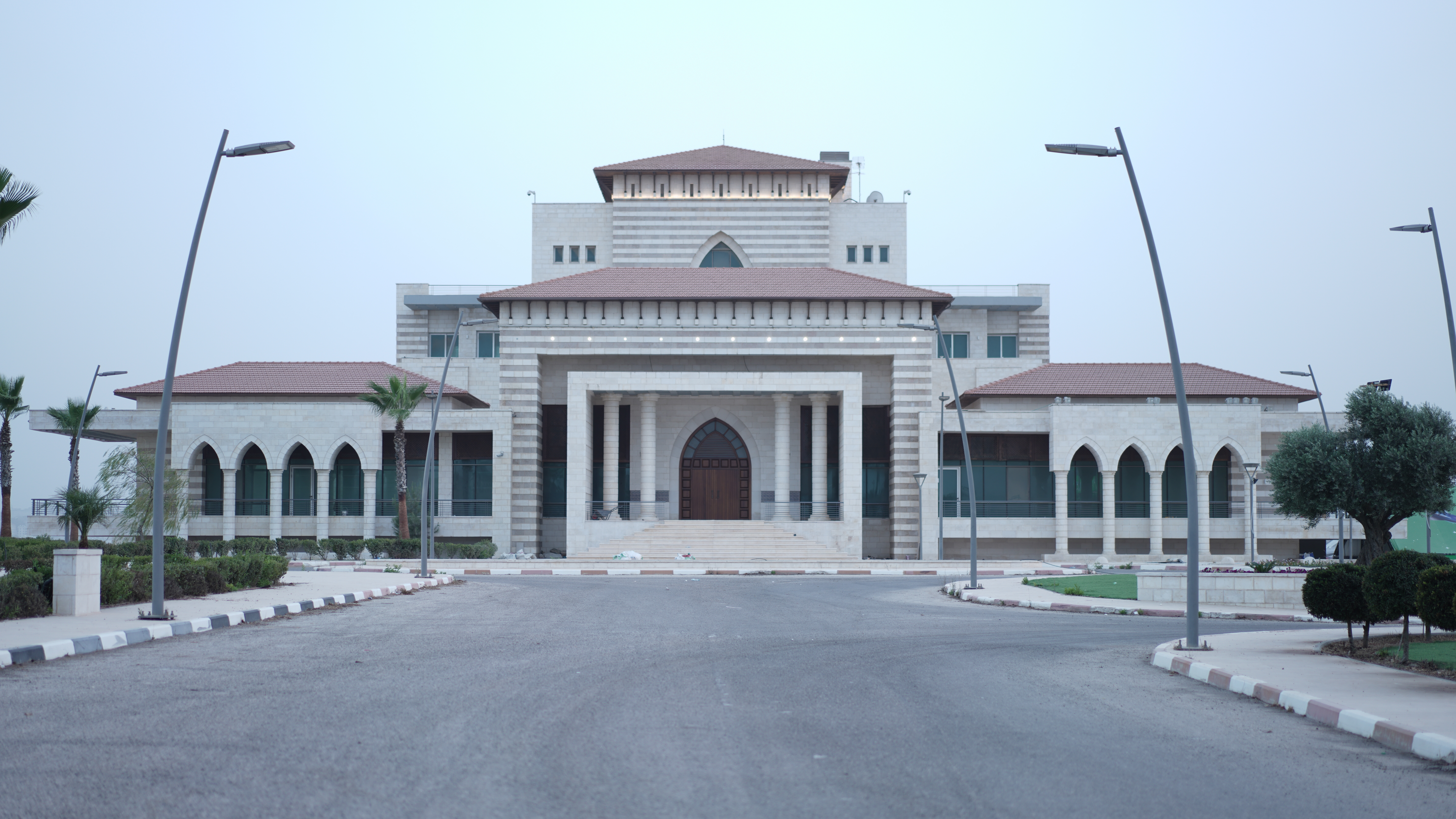
Nationalbibliothek, 2023

Durch die weltoffene Haltung der Bevölkerung und die vielen Ausländer, die in den verschiedenen Organisationen und Vertretungen arbeiten, ist Ramallah die „westlichste“ aller Palästinenserstädte. Es gibt Theater, Kinos und andere Kulturzentren, wie den nach dem Dichter Mahmoud Darwisch benannten Kulturpalast oder das 2004 gegründete Deutsch-Französische Kulturzentrum, eine Kooperation des Goethe-Instituts und des Institut français. Bereits seit 1993 engagiert sich die A. M. Qattan Foundation in der Stadt. 2003 wurde auf Initiative von Daniel Barenboim die Barenboim-Said Foundation mit einem Jugendorchester gegründet. In Ramallah lebte und unterrichtete auch die Dichterin Lily Karniek.

## Darwisch-Kulturpalast
Der Darwisch-Kulturpalast (früher nur Kulturpalast) ist der einzige und erste seiner Art in den palästinensischen Autonomiegebieten. Er beherbergt Kunsträumlichkeiten inklusive eines Auditoriums mit 736 Sitzplätzen und Konferenzräumen. Der Bau des Kulturpalastes kostete rund fünf Millionen Dollar und ist das Ergebnis einer sechsjährigen Zusammenarbeit der palästinensischen Autonomiebehörde, des United Nation Development Programme (UNDP) und der japanischen Regierung.
Der palästinensische Dichter Mahmud Darwisch wurde am 12. August 2008 in einem „Staatsbegräbnis“ auf einem Hügel nicht weit vom Kulturpalast begraben, worauf ihm zu Ehren dieser in Darwisch-Kulturpalast umbenannt wurde.

## Sport
Seit 2008 verfügt Ramallah mit dem Faisal-Al-Husseini-Stadion über eine von der FIFA akzeptierte Sportstätte. Allerdings befindet sich es nicht auf dem Gebiet von Ramallah, sondern in Ar-Ram, einem zum palästinensisch verwalteten Teil von Ostjerusalem gehörenden Vorort. Dennoch wird es als das Stadion von Ramallah betrachtet. Das Stadion mit 7000 Sitzplätzen, benannt nach Faisal Husseini, wurde mit vier Millionen Dollar aus dem FIFA-Projekt „Goal“ und Spenden saniert. Es ist das Heimstadion der palästinensischen Nationalmannschaft, die am 26. Oktober 2008 in Anwesenheit von FIFA-Präsident Sepp Blatter und DFB-Direktor Helmut Sandrock ihr erstes Heimspiel in der 80-jährigen Verbandsgeschichte ausrichtete.

## Persönlichkeiten

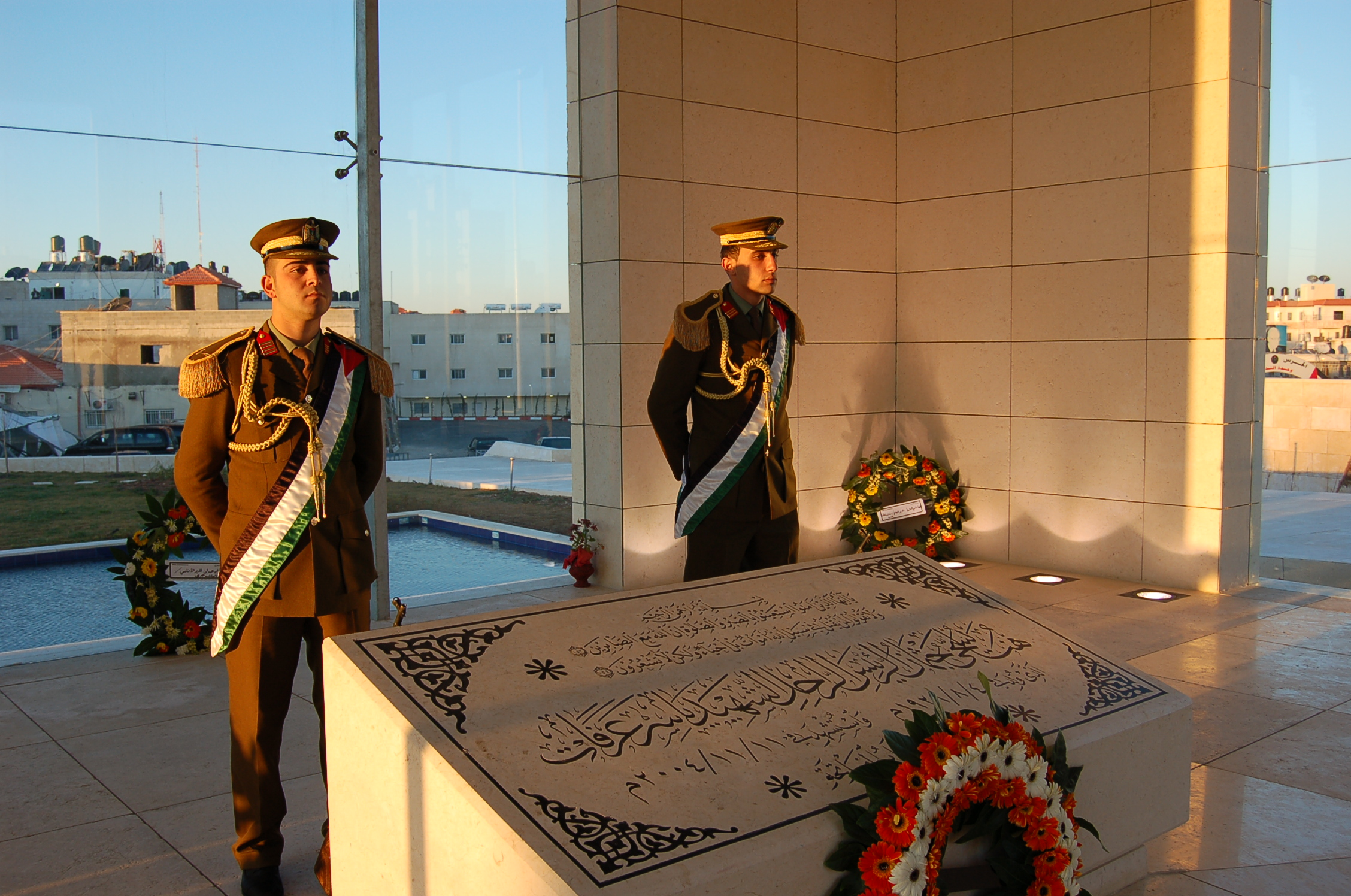
Das Grab Jassir Arafats im Inneren des Mausoleums, bewacht von zwei Sicherheitskräften der palästinensischen Ehrengarde

- Jassir Arafat (1929–2004), Politiker
- Abdul ibn Raschid ibn Mahmud, Chirurg, Terrorist
- Mahmud Darwisch (1941–2008), Dichter
- Rashed Haddad, Schmied, Gründer von Ramallah
- Janet Michael, erste Bürgermeisterin
- Hovhannes Samueli Donabedian, Architekt, Maler und Zeichner
- Nabil Totah (1930–2012), Jazzbassist
- Jeannette Zarou (* 1942), Opernsängerin
- Hanan Aschrawi (* 1946), Politikerin und Anglistin
- Riyad Mansour (* 1947), palästinensisch-amerikanischer Diplomat
- Raja Shehadeh (* 1951), Rechtsanwalt und Schriftsteller
- Hussein al-Sheikh (* 1960), Politiker
- Saleh al-Arouri (1966–2024), Anführer der Hamas
- Wasim Abusal (* 2004), Boxer

## Sehenswürdigkeiten
- at-Tireh, Festung aus dem 12. Jahrhundert.
- Löwendenkmal am Manarah Square, fünf Löwen repräsentieren die ersten fünf christlichen Familien, die nach der Vertreibung aus Shobak (Jordanien) die Stadt Ramallah gründeten

## Internationale Beziehungen
Ramallah pflegt partnerschaftliche Beziehungen zu folgenden Städten
| Stadt                   | Land                           | seit |
| ----------------------- | ------------------------------ | ---- |
| Amman                   | Jordanien                      | 2011 |
| Bordeaux                | Nouvelle-Aquitaine, Frankreich | 2007 |
| Campo Grande            | Mato Grosso do Sul, Brasilien  | 2011 |
| Casablanca              | Marokko                        | 2010 |
| Città di Castello       | Umbrien, Italien               | 2008 |
| Epinay-sur-Seine        | Île-de-France, Frankreich      | 2013 |
| Hounslow, London        | Vereinigtes Königreich         | 1988 |
| Lublin                  | Polen                          | 2010 |
| Lüttich                 | Wallonie, Belgien              | 2013 |
| Muscatine               | Iowa, Vereinigte Staaten       | 2011 |
| Neapel                  | Campania, Italien              | 2010 |
| Paris                   | Île-de-France, Frankreich      |      |
| San Fernando de Henares | Madrid, Spanien                | 2004 |
| Toulouse                | Okzitanien, Frankreich         | 2010 |
| Trondheim               | Trøndelag, Norwegen            | 2004 |
| Zentralny , Moskau      | Zentralny, Russland            | 2010 |

## Medien
- Fasl-Alamqal
- Tageszeitung Al-Ayyam (Die Tage)
- PBC – Palästinensisches Fernsehen

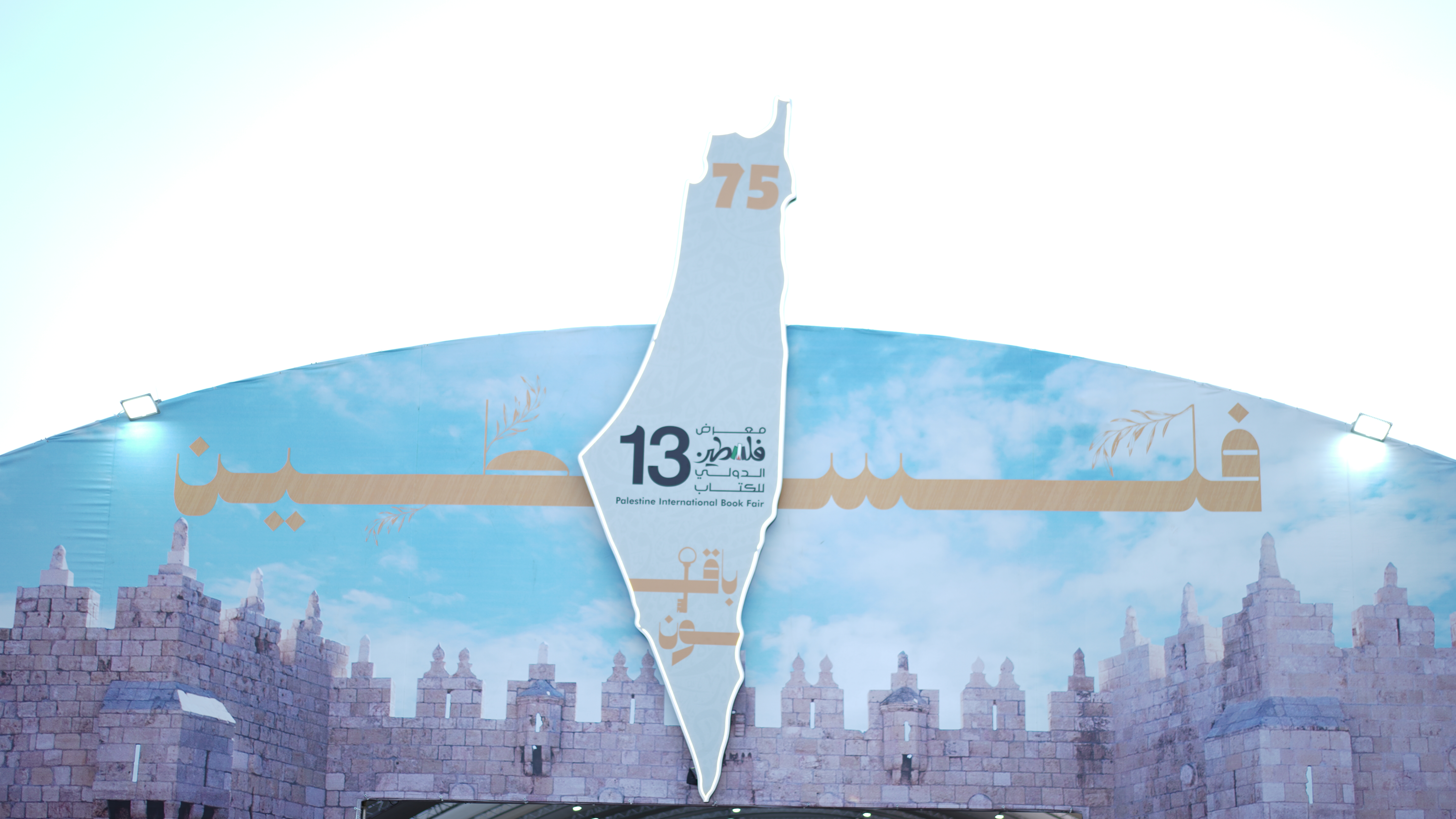
Eingang zur 13. Palästina-Internationale-Buchmesse unter dem Titel „Von der Nakba zum Staat“, September 2023

- PSC – Palästinensischer Satellitenkanal
- Al-Watan TV
- Al-Istiklaal TV (Kulturkanal)

## Universität und Schulen
- Universität Bir Zait, größte Universität im Westjordanland
- Friends’ Boys School (Quäker)
- Friends’ Girls School (Quäker)
- Katholische Privatschule der Schwestern von St. Josef
- Lutheran School of Hope

## Weitere Organisationen
- Sitz des Palästinensischen Pfadfinderverbandes